# 1988年の読売ジャイアンツ
1988年の読売ジャイアンツ（1988ねんのよみうりジャイアンツ）では、1988年の読売ジャイアンツの動向をまとめる。
この年の読売ジャイアンツは、王貞治監督の5年目のシーズンであり、本拠地が後楽園球場から東京ドームに移った最初のシーズンである。

## 概要
ドーム元年を優勝で飾るべくシーズンに臨んだが、ヤクルトとの開幕戦を鴻野淳基の悪送球での逆転負けで不吉な幕開けとなり、5月13日にはエース・槙原寛己が中日の郭源治にサヨナラ本塁打を浴びるなど5割前後での戦いが続く。5月下旬からの6連勝でようやく首位戦線に浮上したのもつかの間、6月13日に主砲ウォーレン・クロマティが死球で左手親指を骨折するアクシデント。ここで代わりに一軍に昇格した呂明賜が9試合で7本塁打と活躍しチームは初めて首位に浮上。ところが7月6日、今度は吉村禎章が外野守備で栄村忠広と激突し左膝靭帯断裂の重傷で戦線離脱。それでも前半戦を首位で折り返したが、後半戦開始早々中日に首位を奪われると、もはや巨人に首位を奪回する力はなく、その後は広島との2位争いに終始した。結局中日に12ゲーム差を付けられての2位に終わり、9月29日には王監督辞任が正式に発表された。優勝の中日には前半まで12勝5敗と勝ち越したものの、後半以降は2勝7敗と歯が立たなかった。8月23日には抑えの鹿取義隆が落合博満にサヨナラ打を浴び、9月20日には中継ぎの柱斎藤雅樹が大宮龍男にサヨナラ本塁打を浴びるなど中日躍進の引き立て役となり、王監督が辞任するきっかけにもなった。5位大洋に17勝9敗と勝ち越したが、3位広島や開幕相手のヤクルトにはそれぞれ12勝13敗1分と苦戦を強いられた。

## チーム成績

### レギュラーシーズン
|   | 開幕：4/8 | 開幕：4/8  | 5/1 | 5/1        | 6/1 | 6/1        | 7/1 | 7/1      | 8/2 | 8/2      | 9/1 | 9/1        |
| - | --------- | ---------- | --- | ---------- | --- | ---------- | --- | -------- | --- | -------- | --- | ---------- |
| 1 | 右        | 駒田徳広   | 遊  | 勝呂博憲   | 遊  | 勝呂博憲   | 中  | 簑田浩二 | 左  | 簑田浩二 | 左  | 鴻野淳基   |
| 2 | 遊        | 鴻野淳基   | 右  | 簑田浩二   | 右  | 簑田浩二   | 遊  | 勝呂博憲 | 遊  | 勝呂博憲 | 遊  | 岡崎郁     |
| 3 | 中        | クロマティ | 三  | 原辰徳     | 中  | クロマティ | 左  | 吉村禎章 | 二  | 篠塚利夫 | 二  | 篠塚利夫   |
| 4 | 三        | 原辰徳     | 中  | クロマティ | 三  | 原辰徳     | 三  | 原辰徳   | 三  | 原辰徳   | 三  | 原辰徳     |
| 5 | 左        | 吉村禎章   | 左  | 吉村禎章   | 左  | 駒田徳広   | 右  | 呂明賜   | 一  | 中畑清   | 一  | 中畑清     |
| 6 | 二        | 篠塚利夫   | 二  | 篠塚利夫   | 二  | 篠塚利夫   | 一  | 中畑清   | 右  | 呂明賜   | 右  | 呂明賜     |
| 7 | 一        | 中畑清     | 一  | 中畑清     | 一  | 中畑清     | 二  | 川相昌弘 | 中  | 駒田徳広 | 中  | 駒田徳広   |
| 8 | 捕        | 山倉和博   | 捕  | 高田誠     | 捕  | 山倉和博   | 捕  | 有田修三 | 捕  | 有田修三 | 捕  | 有田修三   |
| 9 | 投        | 桑田真澄   | 投  | 槙原寛己   | 投  | ガリクソン | 投  | 槙原寛己 | 投  | 香田勲男 | 投  | ガリクソン |

| 順位 | 4月終了時 | 4月終了時 | 5月終了時 | 5月終了時 | 6月終了時 | 6月終了時 | 7月終了時 | 7月終了時 | 8月終了時 | 8月終了時 | 9月終了時 | 9月終了時 | 最終成績 | 最終成績 |
| ---- | --------- | --------- | --------- | --------- | --------- | --------- | --------- | --------- | --------- | --------- | --------- | --------- | -------- | -------- |
| 1位  | 広島      | --        | 広島      | --        | 巨人      | --        | 中日      | --        | 中日      | --        | 中日      | --        | 中日     | --       |
| 2位  | 巨人      | 4.5       | 巨人      | 1.5       | 広島      | 0.5       | 巨人      | 1.0       | 広島      | 6.5       | 広島      | 7.0       | 巨人     | 12.0     |
| 3位  | 阪神      | 5.0       | 阪神      | 2.5       | 中日      | 1.0       | 広島      | 1.5       | 巨人      | 7.5       | 巨人      | 8.0       | 広島     | 15.0     |
| 4位  | ヤクルト  | 5.5       | 大洋      | 4.0       | ヤクルト  | 3.0       | 大洋      | 5.0       | 大洋      | 12.0      | 大洋      | 17.0      | 大洋     | 20.5     |
| 5位  | 大洋      | 7.0       | 中日      | 4.5       | 阪神      | 6.5       | ヤクルト  | 9.5       | ヤクルト  | 12.0      | ヤクルト  | 17.0      | ヤクルト | 22.0     |
| 6位  | 中日      | 8.0       | ヤクルト  | 5.5       | 大洋      | 7.0       | 阪神      | 10.0      | 阪神      | 19.0      | 阪神      | 23.0      | 阪神     | 29.5     |

| 順位 | 球団               | 勝 | 敗 | 分 | 勝率 | 差   |
| 1位  | 中日ドラゴンズ     | 79 | 46 | 5  | .632 | 優勝 |
| 2位  | 読売ジャイアンツ   | 68 | 59 | 3  | .535 | 12.0 |
| 3位  | 広島東洋カープ     | 65 | 62 | 3  | .512 | 15.0 |
| 4位  | 横浜大洋ホエールズ | 59 | 67 | 4  | .468 | 20.5 |
| 5位  | ヤクルトスワローズ | 58 | 69 | 3  | .457 | 22.0 |
| 6位  | 阪神タイガース     | 51 | 77 | 2  | .398 | 29.5 |

## オールスターゲーム1988
| - ファン投票 桑田真澄 山倉和博（出場辞退） 中畑清 篠塚利夫 原辰徳 吉村禎章（出場辞退） | - 監督推薦 槙原寛己 水野雄仁 呂明賜 |

## できごと
- 6月14日 - 呂明賜が対ヤクルト戦（神宮）においてボブ・ギブソンから初打席初本塁打[3]。
- 7月6日 - 吉村禎章がでの対中日戦（札幌円山）の8回表、中尾孝義の左中間への飛球を捕球しようとした際に中堅手の栄村忠広と交錯し靱帯断裂の大けが[4][5]。
- 9月29日 - 監督の王貞治の辞任を発表。後任は野球評論家の藤田元司[6]。

## 表彰選手
| - 槙原寛己 最多奪三振（187個、初受賞） | - ベストナイン 原辰徳（三塁手、2年連続3度目） - ゴールデングラブ賞 桑田真澄（投手、2年連続2度目） 中畑清（一塁手、7年連続7度目） 原辰徳（三塁手、2年連続2度目） | - 有田修三 カムバック賞 |

## ドラフト
| 順位 | 選手名     | ポジション | 所属           | 結果 |
| ---- | ---------- | ---------- | -------------- | ---- |
| 1位  | 吉田修司   | 投手       | 北海道拓殖銀行 | 入団 |
| 2位  | 松谷竜二郎 | 投手       | 大阪ガス       | 入団 |
| 3位  | 佐川潔     | 投手       | 金足農業高     | 入団 |
| 4位  | 四條稔     | 内野手     | 三菱自動車川崎 | 入団 |
| 5位  | 前田隆     | 内野手     | 三菱自動車水島 | 入団 |
| 6位  | 高梨芳昌   | 内野手     | 札幌第一高     | 入団 |